# Франклін Тауншип (округ Сомерсет, Нью-Джерсі)
Франклін Тауншип (англ. Franklin Township) — селище (англ. township) в США, в окрузі Сомерсет штату Нью-Джерсі. Населення — 68 364 особи (2020).

## Демографія
Згідно з переписом 2010 року, у селищі мешкало 62 300 осіб у 23 301 домогосподарстві у складі 15 947 родин. Було 24426 помешкань
Расовий склад населення:
| - 44,8 % — білих - 26,5 % — чорних або афроамериканців - 20,0 % — азіатів - 0,3 % — корінних американців - 5,1 % — осіб інших рас |

До двох чи більше рас належало 3,3 %. Частка іспаномовних становила 12,9 % від усіх жителів.
За віковим діапазоном населення розподілялося таким чином: 22,1 % — особи молодші 18 років, 64,2 % — особи у віці 18—64 років, 13,7 % — особи у віці 65 років та старші. Медіана віку мешканця становила 38,3 року. На 100 осіб жіночої статі у селищі припадало 92,0 чоловіків;  на 100 жінок у віці від 18 років та старших — 88,5 чоловіків також старших 18 років.
Середній дохід на одне домашнє господарство  становив 108 073 долари США (медіана — 90 949), а середній дохід на одну сім'ю — 123 427 доларів (медіана — 108 254). Медіана доходів становила 66 478 доларів для чоловіків та 57 283 долари для жінок. За межею бідності перебувало 5,3 % осіб, у тому числі 6,9 % дітей у віці до 18 років та 4,6 % осіб у віці 65 років та старших.
Цивільне працевлаштоване населення становило 33 103 особи. Основні галузі зайнятості: освіта, охорона здоров'я та соціальна допомога — 25,7 %, науковці, спеціалісти, менеджери — 16,2 %, виробництво — 11,2 %, фінанси, страхування та нерухомість — 9,6 %.